# تیزی انبربار
تیزی انبربار (به عربی: تیزی أنبربار) یک شهرداری در الجزایر است که در استان بجایه واقع شده‌است.